# In a Warzone
In a Warzone è il terzo album dei Transplants . È stato pubblicato il 25 giugno 2013 dalla Epitaph Records.

## Tracce
1. In a Warzone – 2:07
2. See it to Believe It – 3:05
3. Back to You – 2:49
4. Come Around – 2:39
5. Something's Different – 3:05
6. Any of Them – 2:25
7. Silence – 1:49
8. All Over Again – 2:02
9. It's a Problem – 3:15
10. Completely Detach – 2:00
11. Gravestones and Burial Plots – 2:58
12. Exit the Wasteland – 1:55

## Componenti
- Tim Armstrong - voce e chitarra
- Rob Aston - voce
- Travis Barker - batteria